# Cyperns bidrag i Eurovision Song Contest

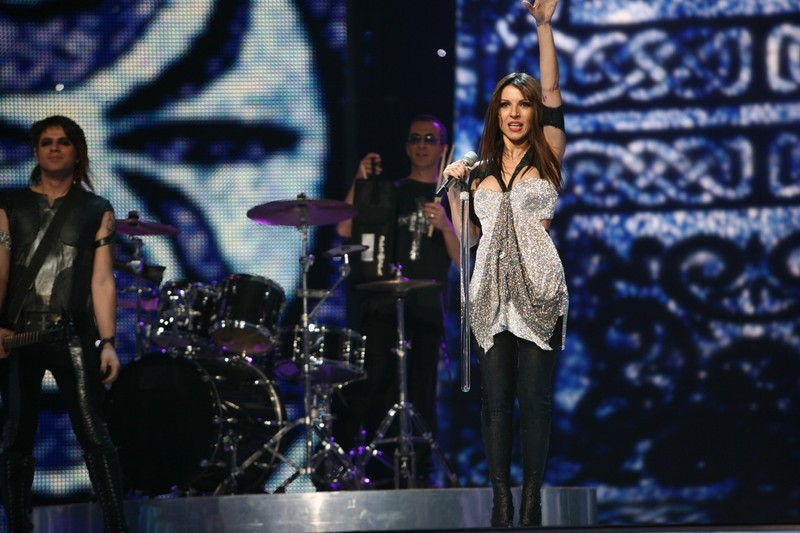
Evridiki i Helsingfors 2007

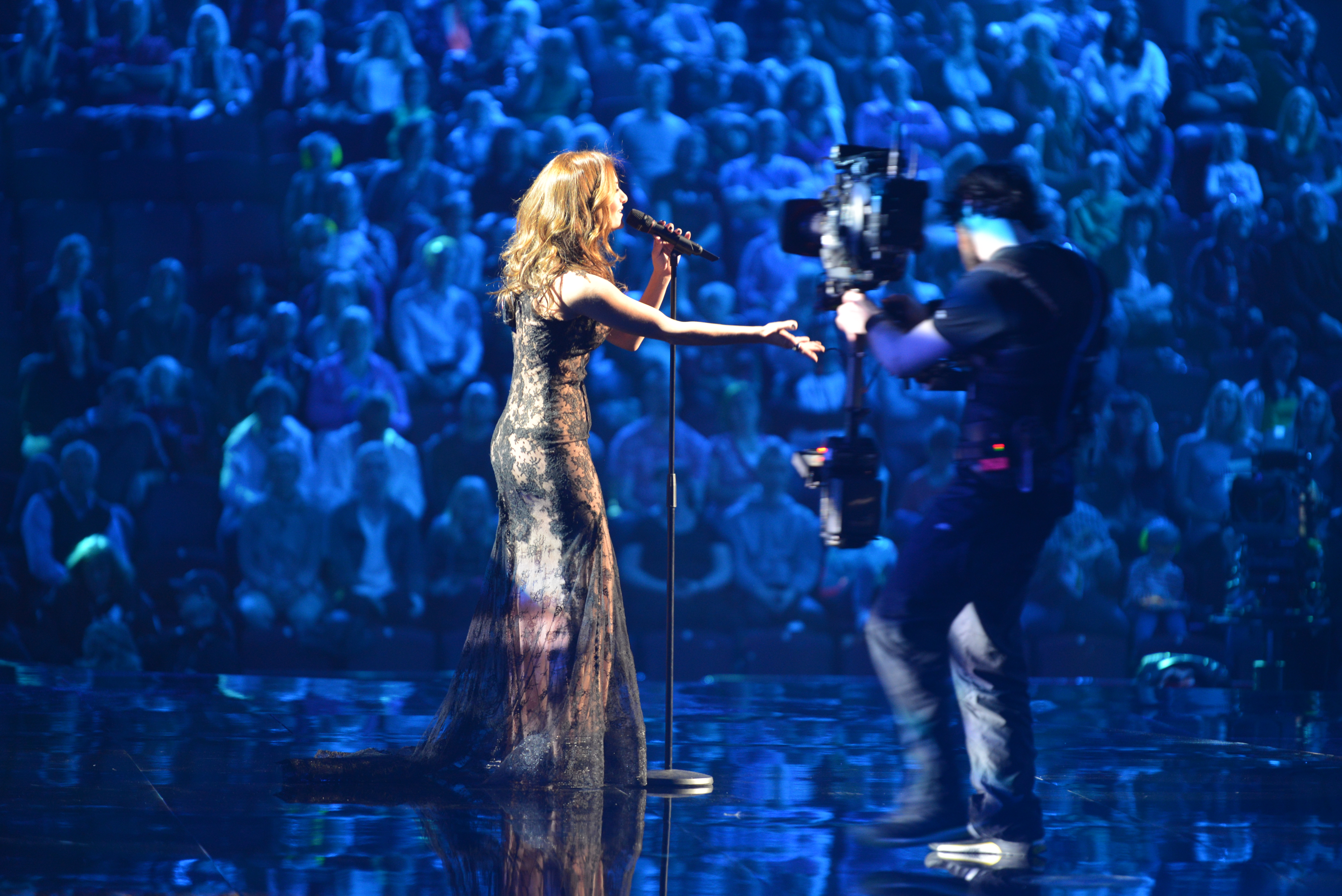
Despina Olympiou i Malmö 2013.

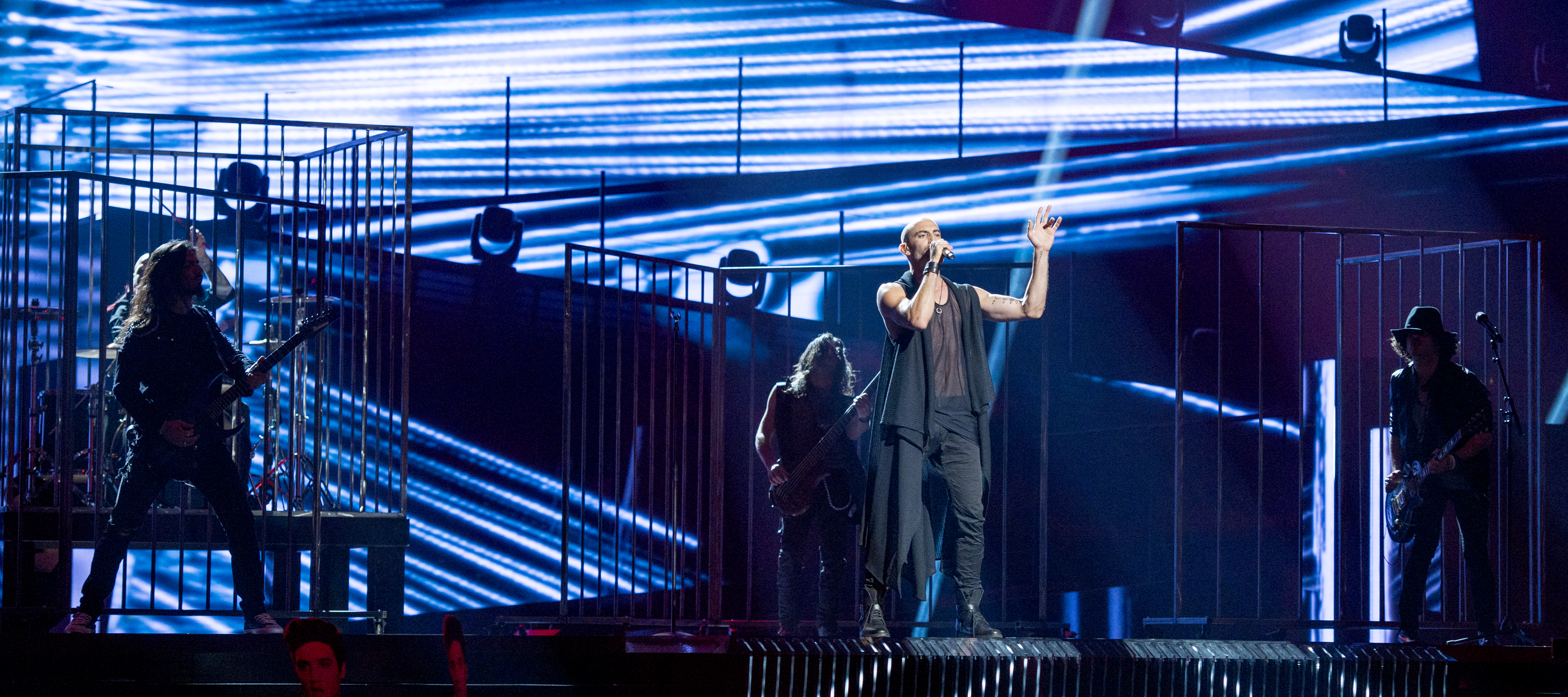
Minus One i Stockholm 2016.

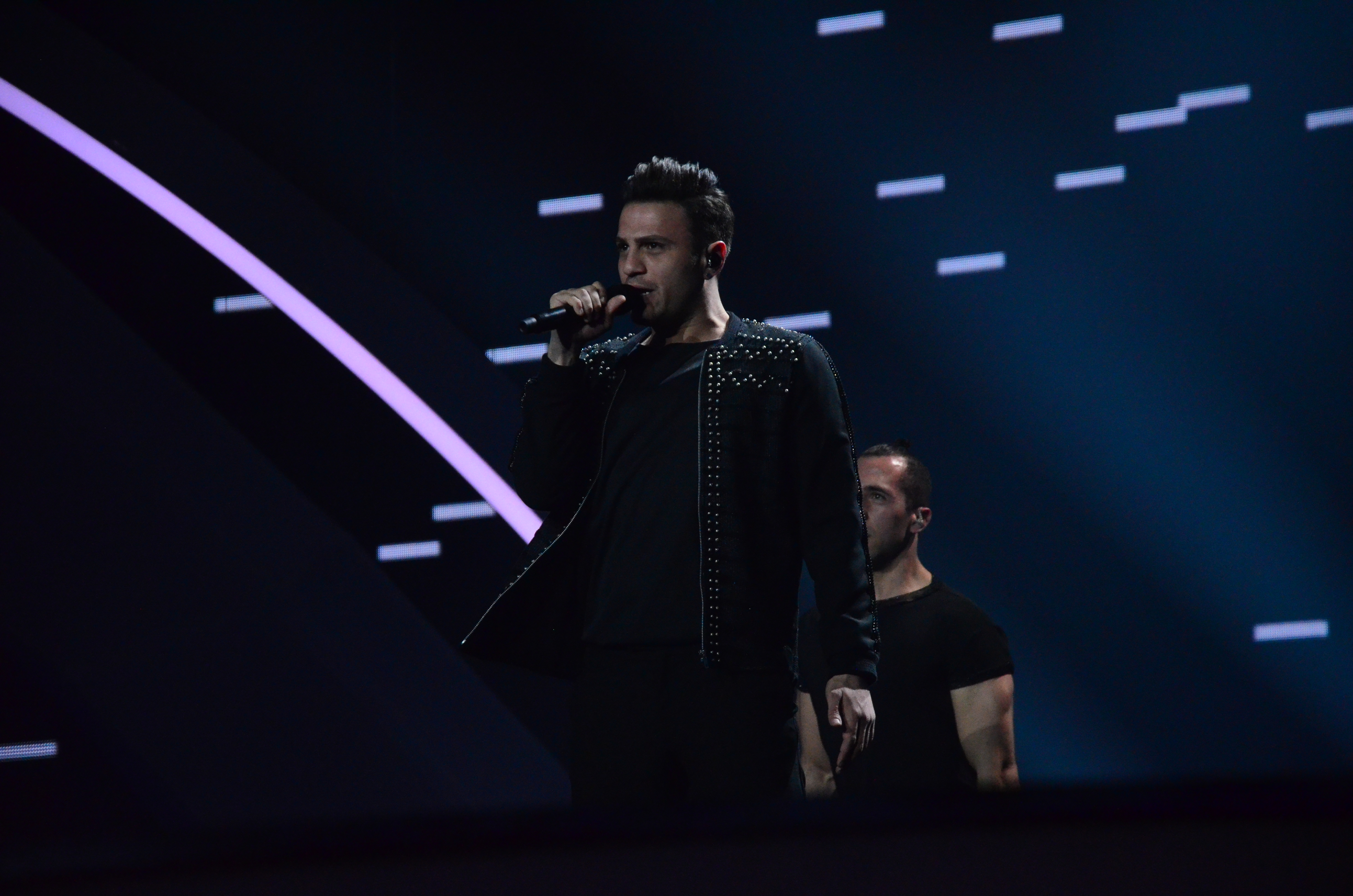
Hovig i Kiev 2017.

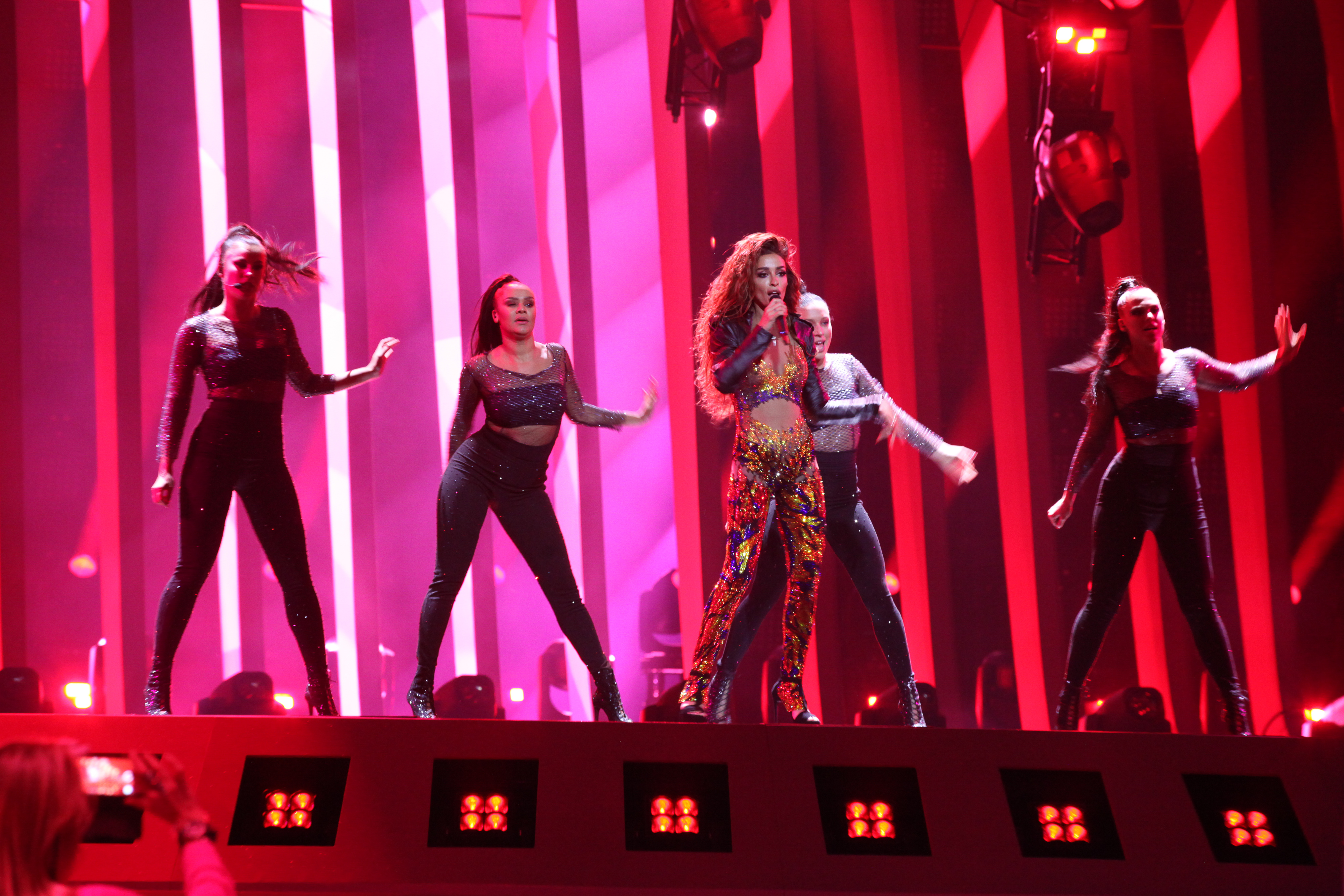
Eleni Foureira i Lissabon 2018.

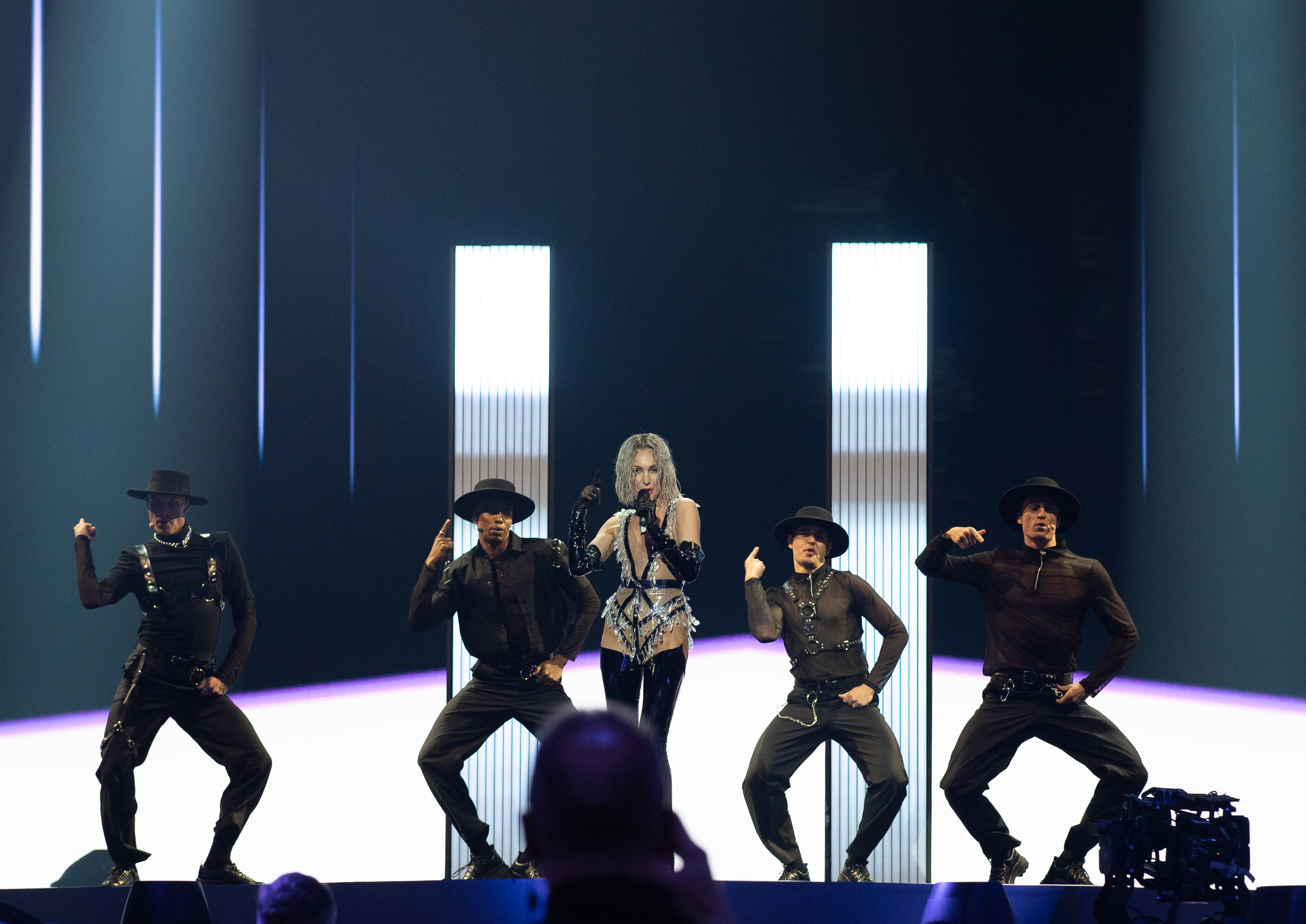
Tamta i Tel Aviv 2019.

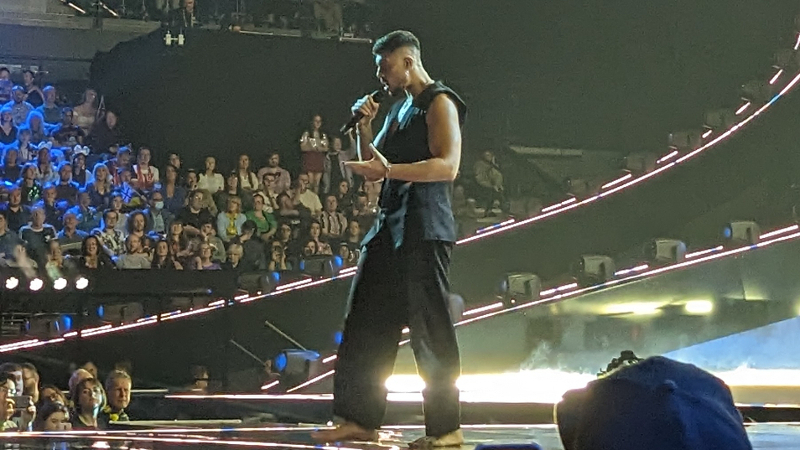
Andrew Lambrou i Liverpool 2023.

Cypern debuterade i Eurovision Song Contest 1981 och har till och med 2025 deltagit 41 gånger. Det cypriotiska tv-bolaget Cyprus Broadcasting Corporation (CyBc) har ansvarat för Cyperns medverkan varje år sedan 1981. Genom åren har Cypern använt olika metoder för att utse landets representant. Antingen nationella uttagningsprocesser eller internval. 
Cypern är för närvarande det landet som tävlat flest gånger utan att ha vunnit i en final. Cyperns bästa resultat hittills är en andraplats 2018 med låten "Fuego" framförd av Eleni Foureira.

## Cypern i Eurovision Song Contest

### Historia
Cyperns debut 1981 slutade med en lovande sjätteplats. Året därpå gick det snäppet bättre då man slutade femma med Anna Vissi och låten "Mono I Agapi". Under det resterande 1980-talet hade Cypern blandade resultat. Cypern slutade sist 1986 men slutade sjua året därpå. 1988 skickade Cypern en låt som några år tidigare hade varit med i den nationella uttagningen och blev av den anledningen diskvalificerad från tävlingen. Under 1990-talet slutade Cypern inom topp tio fyra gånger. Det bästa resultatet då uppnåddes 1997 med bidraget "Mana Mou" framförd av Hara & Andreas Konstantinou som slutade femma. Från 1994 fram till 2003 var de dåvarande tävlingsreglerna sådana att länder som placerade sig sämre ett år fick avstå medverkan året därpå för att kunna göra plats åt andra länder som hade fått avstå året innan att delta (Sovjetunionens och Jugoslaviens fall resulterade i att flera länder ville delta vilket ledde till denna regel). På grund av Cyperns dåliga placering 1993 skulle Cypern inte ha rätten att delta 1994. Men tack vare att Italien självmant drog sig tillbaka fick dock Cypern, som det bäst placerade av bottenländerna, en plats i finalen. Cypern kom endast en gång under denna perioden att avstå ett år, år 2000 slutade man på tjugoförstaplats vilket ledde till att man behövde avstå 2001. 
När systemet med en semifinal infördes 2004 så var reglerna enligt dåvarande system att länder som placerat sig inom topp tio i finalen blev direktkvalificerade till finalen året därpå (Regel som varade fram till 2007 och ersattes med två semifinaler 2008). Då Cypern slutade femma i finalen 2004 innebar det att Cypern var direktkvalificerade till finalen 2005. Men i finalen då slutade Cypern på en artonde plats. Cypern misslyckades med att kvala sig till finalen samtliga år mellan 2006 och 2009. Man återvände till finalen 2010 men slutade på tjugoförstaplats. Cypern var tippade att komma högt 2012 med låten "La La Love" med artisten Ivi Adamou. Cypern slutade dock på en sextondeplats med bland annat tolvpoängare från Sverige och Grekland. Låten kom till att bli en hit på topplistorna i Sverige och andra länder i Europa. På grund av Finanskrisen på Cypern 2012–2013 och dess följder valde Cypern från att dra sig ur tävlan 2014, men man kom tillbaka året efter. 
Sedan Cyperns återkomst till tävlingen 2015 har Cypern varit i final varje år. Cyperns bästa resultat någonsin uppnåddes 2018 med låten "Fuego", framförd av Eleni Foureira, som slutande tvåa i finalen och semifinalen. Det är Cyperns första och hittills enda pallplats.

### Nationell uttagningsform
Cypern har inget standardsystem att välja artist och bidrag, utan man har genom åren varierat metoden för att utse representanten. När det gäller nationella finaler har det sett olika ut år för år hur den har lagts upp. Senaste gången använde sig av en nationell final var 2015. Det har också varit så att man ibland valt ut artisten internt, men låten har utsetts via en nationell final, men också omvänt, där låten valts ut men att artister fått tävla om vem som kommer att få framföra låten i Eurovision. Sedan 2016 har CyBc valt att helt välja artisten och bidraget internt. 

### Röstning
Cypern är känt för att nästan alltid utbyta högsta poäng, tolvpoängaren, med Grekland i finalen då dom tävlat. De senaste åren har det varit få gånger som Grekland eller Cypern har givit varandra färre än 12 poäng, och i sådana fall vanligtvis 10. Det har dock funnits tillfällen då Grekland eller Cypern givit varandra 6 poäng. Senaste gången Cypern och Grekland gav varandra färre än 12 poäng var 2015, då Cypern gav 8 poäng till Grekland och Grekland gav Cypern 10 poäng. Detta år bröt de alltså tillsammans den sviten från 1998 i att ge varandra 12 poäng.
Cypern och Turkiet röstade av politiska skäl aldrig på varandra fram till 2003; eftersom Turkiet invaderade Cypern 1974 och sedan dess ockuperar 37 procent av ön. Turkiet erkänner inte republiken Cypern. Men i 2003 års festival tog Cypern ett stort steg genom att ge åtta poäng till Turkiet (genom tittarröstning). Tack vare dessa poäng vann Turkiet tävlingen för första gången. Det följande året arrangerades tävlingen i Istanbul, där både Cypern och Turkiet i en och samma tävling gav varandra röster för första gången. Därefter har det lättat lite och länderna har börjat ge varandra poäng. Bör noteras att Turkiet hade telefon/sms röstning först 2003. Innan hade de 100 procent jury.

## Resultattabell
| 1 | Vinnare                            |
| 2 | Andra plats                        |
| 3 | Tredje plats                       |
| ◁ | Sista plats                        |
| X | Ett bidrag valdes men tävlade inte |

| År               | Artist                                | Bidrag                         | Språk                | Final              | Poäng              | Semi               | Poäng              |
| ---------------- | ------------------------------------- | ------------------------------ | -------------------- | ------------------ | ------------------ | ------------------ | ------------------ |
| 1981             | Island                                | "Monika"                       | Grekiska             | 6                  | 69                 | Inga semifinaler   | Inga semifinaler   |
| 1982             | Anna Vissi                            | "Mono I Agapi"                 | Grekiska             | 5                  | 85                 | Inga semifinaler   | Inga semifinaler   |
| 1983             | Stavros & Constantina                 | "I Agapi Akoma Zi"             | Grekiska             | 16                 | 26                 | Inga semifinaler   | Inga semifinaler   |
| 1984             | Andy Paul                             | "Anna Maria Elena"             | Grekiska             | 15                 | 31                 | Inga semifinaler   | Inga semifinaler   |
| 1985             | Lia Vissi                             | "To Katalava Arga"             | Grekiska             | 16                 | 15                 | Inga semifinaler   | Inga semifinaler   |
| 1986             | Elpida                                | "Tora Zo"                      | Grekiska             | 20                 | 4                  | Inga semifinaler   | Inga semifinaler   |
| 1987             | Alexia                                | "Aspro Mavro"                  | Grekiska             | 7                  | 80                 | Inga semifinaler   | Inga semifinaler   |
| 1988             | Yiannis Dimitrou & Scott Adams        | "Thimame"                      | Grekiska             | Drog sig ur        | Drog sig ur        | Drog sig ur        | Drog sig ur        |
| 1989             | Giannis Savvidakis & Phani Polymeri   | "Apopse As Vrethoume"          | Grekiska             | 11                 | 51                 | Inga semifinaler   | Inga semifinaler   |
| 1990             | Anastazio                             | "Milas Poli"                   | Grekiska             | 14                 | 36                 | Inga semifinaler   | Inga semifinaler   |
| 1991             | Elena Patroklou                       | "SOS"                          | Grekiska             | 9                  | 60                 | Inga semifinaler   | Inga semifinaler   |
| 1992             | Evridiki                              | "Teriazoume"                   | Grekiska             | 11                 | 57                 | Inga semifinaler   | Inga semifinaler   |
| 1993             | Kyriakos Zympoulakis & Dimos Van Beke | "Mi Stamatas"                  | Grekiska             | 19                 | 17                 | Inga semifinaler   | Inga semifinaler   |
| 1994             | Evridiki                              | "Ime Anthropos Ki Ego"         | Grekiska             | 11                 | 51                 | Inga semifinaler   | Inga semifinaler   |
| 1995             | Alex Panayi                           | "Sti Fotia"                    | Grekiska             | 9                  | 79                 | Inga semifinaler   | Inga semifinaler   |
| 1996             | Constantinos Christoforou             | "Mono Yia Mas"                 | Grekiska             | 9                  | 72                 | 15                 | 42                 |
| 1997             | Hara & Andreas Konstantinou           | "Mana Mou"                     | Grekiska             | 5                  | 98                 | Inga semifinaler   | Inga semifinaler   |
| 1998             | Michalis Hadjiyiannis                 | "Yenesis"                      | Grekiska             | 11                 | 37                 | Inga semifinaler   | Inga semifinaler   |
| 1999             | Marlaine Angelidou                    | "Tha 'Ne Erotas"               | Grekiska             | 22                 | 2                  | Inga semifinaler   | Inga semifinaler   |
| 2000             | Voice                                 | "Nomiza"                       | Grekiska, italienska | 21                 | 8                  | Inga semifinaler   | Inga semifinaler   |
| Deltog inte 2001 |                                       |                                |                      |                    |                    |                    |                    |
| 2002             | One                                   | "Gimme"                        | Engelska             | 6                  | 85                 | Inga semifinaler   | Inga semifinaler   |
| 2003             | Stelios Constantas                    | "Feeling Alive"                | Engelska             | 20                 | 15                 | Inga semifinaler   | Inga semifinaler   |
| 2004             | Lisa Andreas                          | "Stronger Every Minute"        | Engelska             | 5                  | 170                | 5                  | 149                |
| 2005             | Constantinos Christoforou             | "Ela Ela (Come Baby)"          | Engelska             | 18                 | 46                 | Direktkvalificerad | Direktkvalificerad |
| 2006             | Annette Artani                        | "Why Angels Cry"               | Engelska             | Kvalificerade inte | Kvalificerade inte | 15                 | 57                 |
| 2007             | Evridiki                              | "Comme ci, comme ça"           | Franska              | Kvalificerade inte | Kvalificerade inte | 15                 | 65                 |
| 2008             | Evdokia Kadi                          | "Femme Fatale"                 | Grekiska             | Kvalificerade inte | Kvalificerade inte | 15                 | 36                 |
| 2009             | Christina Metaxa                      | "Firefly"                      | Engelska             | Kvalificerade inte | Kvalificerade inte | 14                 | 32                 |
| 2010             | Jon Lilygreen & The Islanders         | "Life Looks Better in Spring"  | Engelska             | 21                 | 27                 | 10                 | 67                 |
| 2011             | Christos Mylordos                     | "San Aggelos S’agapisa"        | Grekiska             | Kvalificerade inte | Kvalificerade inte | 18                 | 16                 |
| 2012             | Ivi Adamou                            | "La La Love"                   | Engelska             | 16                 | 65                 | 7                  | 91                 |
| 2013             | Despina Olympiou                      | "An Me Thimasai"               | Grekiska             | Kvalificerade inte | Kvalificerade inte | 15                 | 11                 |
| Deltog inte 2014 |                                       |                                |                      |                    |                    |                    |                    |
| 2015             | John Karayiannis                      | "One Thing I Should Have Done" | Engelska             | 22                 | 11                 | 6                  | 87                 |
| 2016             | Minus One                             | "Alter Ego"                    | Engelska             | 21                 | 96                 | 8                  | 164                |
| 2017             | Hovig                                 | "Gravity"                      | Engelska             | 21                 | 68                 | 5                  | 164                |
| 2018             | Eleni Foureira                        | "Fuego"                        | Engelska             | 2                  | 436                | 2                  | 262                |
| 2019             | Tamta                                 | "Replay"                       | Engelska             | 13                 | 109                | 9                  | 149                |
| 2020             | Sandro                                | "Running"                      | Engelska             | Tävlingen inställd | Tävlingen inställd | Tävlingen inställd | Tävlingen inställd |
| 2021             | Elena Tsagrinou                       | "El Diablo"                    | Engelska             | 16                 | 94                 | 6                  | 170                |
| 2022             | Andromache                            | "Ela"                          | Engelska, grekiska   | Kvalificerade inte | Kvalificerade inte | 12                 | 63                 |
| 2023             | Andrew Lambrou                        | "Break a Broken Heart"         | Engelska             | 12                 | 126                | 7                  | 94                 |
| 2024             | Silia Kapsis                          | "Liar"                         | Engelska             | 15                 | 78                 | 6                  | 67                 |
| 2025             | Theo Evan                             | "Shh"                          | Engelska             | Kvalificerade inte | Kvalificerade inte | 11                 | 44                 |

## Röstningshistorik (1981–2025)[5]

### Cypern hargivitmest poäng till...
| Endast finaler | Endast finaler | Endast finaler |
| Nr             | Land           | Poäng          |
| -------------- | -------------- | -------------- |
| 1              | Grekland       | 437            |
| 2              | Italien        | 163            |
| 3              | Frankrike      | 150            |
| 4              | Sverige        | 149            |
| 5              | Spanien        | 143            |

| Finaler och semifinaler | Finaler och semifinaler | Finaler och semifinaler |
| Nr                      | Land                    | Poäng                   |
| ----------------------- | ----------------------- | ----------------------- |
| 1                       | Grekland                | 568                     |
| 2                       | Sverige                 | 227                     |
| 3                       | Ryssland                | 193                     |
| 4                       | Ukraina                 | 189                     |
| 5                       | Israel                  | 180                     |

### Cypern harmottagitflest poäng från...
| Endast finaler | Endast finaler | Endast finaler |
| Nr             | Land           | Poäng          |
| -------------- | -------------- | -------------- |
| 1              | Grekland       | 369            |
| 2              | Malta          | 105            |
| 3              | Storbritannien | 90             |
| 4              | Spanien        | 78             |
| 5              | Sverige        | 72             |

| Finaler och semifinaler | Finaler och semifinaler | Finaler och semifinaler |
| Nr                      | Land                    | Poäng                   |
| ----------------------- | ----------------------- | ----------------------- |
| 1                       | Grekland                | 522                     |
| 2                       | Storbritannien          | 165                     |
| 3                       | Malta                   | 151                     |
| 4                       | Armenien                | 150                     |
| 5                       | Albanien                | 130                     |